# Exechiopsis yumikoae
Exechiopsis yumikoae är en tvåvingeart som beskrevs av Mitsuhiro Sasakawa och Kunihiro Ishizaki 1999. Exechiopsis yumikoae ingår i släktet Exechiopsis och familjen svampmyggor. Inga underarter finns listade i Catalogue of Life.